# أدفينلا ميميغارديفوردينية
أدفينلا ميميغارديفوردينية (الاسم العلمي: Advenella mimigardefordensis) هي نوع من البكتيريا، سلبية الغرام، تتبع جنس الأدفينلا.